# Gert Oetken
Gert Oetken (* 27. November 1932 in Rendsburg; † 22. September 2016 in Heide (Holstein)) war ein deutscher Zahnarzt und Gründer der Schutzstation Wattenmeer.

## Leben
Gert Oetken, der in Rendsburg aufwuchs, war als Jugendlicher Mitglied im Deutschen Jugendbund für Naturbeobachtung. Er gründete mit anderen am 4. November 1962 in Großhansdorf bei Hamburg die „Naturschutzgesellschaft Schutzstation Wattenmeer“. Eines seiner Wartezimmer stellte er als erste Geschäftsstelle des Vereins zur Verfügung. Erstes Zentrum war das „Bigger-Huus“ auf Hallig Hooge, aus dem das heutige „Wattenmeerhaus“ hervorging. Hintergrund der Gründung war die Forderung der Naturschützer, einen „Watt-Nationalpark“ im deutschen Wattenmeer einzurichten. Oetken wirkte politisch und wissenschaftlich an der Einrichtung der Naturschutzgebiete „Nordfriesische Außensände“ 1968 und „Nordfriesisches Wattenmeer“ 1974 mit. Das Engagement von Oetken und vielen weiteren Naturschützern hatte in den 1980er Jahren mit der Einrichtung des Nationalparks Schleswig-Holsteinisches Wattenmeer Erfolg.
Über 50 Jahre lang war Oetken Vorsitzer der Schutzstation Wattenmeer, deren inhaltliche Arbeit er stark prägte. Oetken erreichte mit seiner Initiative unter anderem, dass die Schutzstation Wattenmeer 1972 als erste private Organisation in Deutschland Zivildienstleistende im Naturschutz einsetzen konnte. Auf der Mitgliederversammlung der Naturschutzvereinigung 2009 trat er nicht mehr zur Wahl an. Nachfolger wurde sein bis dato Stellvertreter Johann Waller aus Burg in Dithmarschen. Gert Oetken war von 2009 bis zu seinem Tod im Jahr 2016 Ehrenvorsitzer der Schutzstation Wattenmeer.
Außerdem war Oetken Mitbegründer der 1973 gegründeten Schutzgemeinschaft Deutsche Nordseeküste, in dessen Vorstand er viele Jahre aktiv war.

## Ehrungen
- Gert Oetken wurde für seine Verdienste im deutschen Naturschutz 1999 mit dem Bundesverdienstkreuz am Bande ausgezeichnet.[3]
- 2007 erhielt er die Goldene Ringelgansfeder[3] und
- 2009 den Deutschen Bürgerpreis für sein Lebenswerk.[5]